# Krach immobilier américain des années 2000
Le krach immobilier américain des années 2000 correspond à la phase de correction du marché liée à l'explosion de la bulle immobilière américaine des années 2000. Celui-ci fait suite au sommet de l'indice national des prix immobiliers observé en juillet 2006.
Une bulle immobilière est un type de bulle spéculative ou économique qui survient de manière périodique au niveau local, régional, national voire global au niveau du marché immobilier. Une bulle immobilière est caractérisée par une augmentation rapide des valeurs des biens immobiliers jusqu'à un niveau insoutenable par rapport aux revenus, les ratios PER (price-to-earning) et d'autres indicateurs économiques comme la solvabilité des accédants à la propriété. La principale conséquence est une correction du marché immobilier qui laisse de nombreux propriétaires en négative equity c'est-à-dire avec une dette relative à l'emprunt hypothécaire supérieure à la valeur résiduelle de l'actif immobilier.

## Prévisions au niveau de l'ampleur de la correction
En se basant sur les tendances historiques des prix immobiliers américains,, de nombreux économistes et journalistes ont prédit des corrections au niveau des prix de l'ordre de quelques % jusqu'à 50 % ou plus de la valeur dans certains marchés,,,, et bien que l'atterrissage n'a pas affecté toutes les régions des États-Unis, un certain nombre se sont alarmés du fait que la correction pourrait être violente et sévère, L'économiste en chef, Mark Zandi du service de recherche économique de l'entreprise  Moody's Economy.com a prédit un krach immobilier avec une dépréciation à deux chiffres dans certaines villes américaines en 2007–2009,,. Dans un papier présenté au symposium économique de la Réserve Fédérale en août 2007, l'économiste Robert Shiller a prévenu, « Les exemples des cycles précédents indiquent que les baisses majeures au niveau des prix réels du marché immobilier dans certaines régions sont possibles à partir d'aujourd'hui et dans un futur proche ». Dean Baker du centre de recherche en économie et politique (Center for Economic and Policy Research) fût également le premier à identifier la bulle immobilière dans un rapport au début de l'été 2002.

## Faiblesse du marché immobilier 2005–2006

Indice bancaire de référence utilisé pour l'ajustement des prêts immobiliers à taux variable (1996-2006).

| Explication du chef du service économique de l'association des agents immobiliers américains NAR, David Lereah, "Ce qui s'est passé", lors de la conférence en 2006 : - Le boom s'est terminé en août 2005, - Les taux immobiliers ont augmenté d'un point, - Les conditions de solvabilité se sont dégradées, - Les spéculateurs ont déserté le marché, - La confiance des acheteurs a plongé, - Les acheteurs de résidences secondaires se sont écartés du marché, - Les acheteurs souhaitant une habitation plus vaste se sont écartés du marché, - Les primo-accédants ont été exclus du marché, |

Le boom au niveau du marché immobilier américain s'est arrêté brutalement dans de nombreuses parties des États-Unis à la fin de l'été 2005. L'été suivant, plusieurs marchés font l'objet d'un inventaire important, des baisses de prix et des volumes de ventes qui s'effondrent. En août 2006, le magazine Barron's met en garde sur le fait que « la crise immobilière approche » et souligne le fait que les prix médians sont en baisse de 3 % tandis que le stock de maisons neuves a atteint un record en avril et demeure à des niveaux records et dans l'ancien, le nombre de maisons en vente est en hausse de 39 % par rapport à l'année dernière, le volume de ventes étant en baisse de plus de 10 %. Le magazine prédit également que le prix médian au niveau national va probablement baisser de plus de 30 % dans les trois prochaines années- un simple retour à la tendance moyenne ". Le magazine Fortune a également qualifié plusieurs marchés de « zones de la mort ». D'autres régions ont été décrites comme « zone de danger » ou des « refuges » par le magazine qui s'est également attaché à dissiper quatre mythes sur l'évolution future des prix immobiliers. À Boston, les prix en glissement annuel baissent tandis que les ventes s’effondrent, les stocks de maisons à vendre et les défauts sur les emprunts sont en forte hausse,, la correction dans le Massachusetts ayant été qualifiée d'« atterrissage dur ». La bulle par exemple au niveau des marchés immobiliers de Washington, D.C., San Diego CA, Phoenix AZ, et beaucoup d'autres ont également été mis à l'arrêt,. Une recherche au niveau du service de liste en Arizona (Multiple Listing Service, ARMLS) a montré qu'à l'été 2006, l'inventaire des maisons en ventes à Phoenix atteignait 50 000 maisons dont la moitié était vacantes (voir le graphique ci-dessous). De nombreux constructeurs ont révisé sévèrement leurs prévisions durant l'été 2006, par exemple D. R. Horton a diminué ses prévisions de profits d'un tiers en juillet 2006, la valeur du promoteur d'immobilier de luxe Toll Brothers a vu ses actions baisser de 50 % entre août 2005 et août 2006, et l'indice américain des constructeurs américains était en baisse de 40 % à mi-août 2006. Le PDG, Robert Toll de Toll Brothers a expliqué que « les promoteurs qui construisaient des maisons destinées à des achats spéculatifs essaient de diminuer leur stock en offrant de larges gestes commerciaux et d'importantes remises; tandis que des acheteurs anxieux annulent leur promesse d'achat sur des maisons en cours de construction ». Le constructeur Kara Homes a annoncé le 13 septembre 2006 ses deux trimestres les plus profitables de l'histoire de l'entreprise mais dépose le bilan moins d'un mois plus tard le  6 octobre. Six mois plus tard le 10 avril 2007, Kara Homes vend des constructions non terminées faisant perdre aux acquéreurs de l'année précédente leurs arrhes notamment pour certains d'entre eux d'un montant supérieur à 100 000 $.
Le marché immobilier commençant à ralentir en hiver 2005 jusqu'à l'été 2006,, l'économiste en chef de l'association des agents immobiliers américains (NAR), David Lereah a prédit un atterrissage en douceur pour le marché. Néanmoins, la montée sans précédent du stock de biens immobiliers à vendre et l'atterrissage du marché en 2006, l'économiste en chef des agents californiens, Leslie Appleton-Young ne partageait pas le terme d'atterrissage en douceur afin de qualifier le marché  californien. Le  Financial Times a mis en garde sur l'effet sur l'économie très proche de l'atterrissage en douceur, déclarant qu'un ralentissement dans ces marchés bouillants étaient inévitable. « Le ralentissement sera peut-être léger mais il est malgré tout impossible d'exclure une implosion de la confiance et des prix.… Si la richesse issue de l'accroissement des prix de l'immobilier… l'effet sur l'économie mondiale sera dépressif ». Il est difficile d'appeler différemment la situation des promoteurs autre qu'un atterrissage dur a déclaré le pdg de Toll Brothers (en), le principal constructeur de maisons de luxe. Angelo Mozilo le pdg du courtier en prêt subprimes, Countrywide Financial, a également fait observé « qu'il n'avait jamais vu un atterrissage en douceur en 53 ans, et qu'il y avait beaucoup de chemin avant d'atteindre le fond... ». À la suite de ces rapports, Lereah a admis qu'il s'attendait également à « une baisse des prix nationale de 5 % », et davantage dans certaines villes comme la Floride et la Californie. Les volumes de ventes et les prix au niveau national s'effondrent en mars 2007 selon les données de la NAR, avec des ventes en baisse de 13 % de 482 000 par rapport au sommet de 554 000 en mars 2006 ; le prix médian étant en baisse de 6 % de 217 000 $ par rapport au sommet de 230 200 $ en juillet 2006. Le plongeon au niveau de l'ancien est le plus abrupt depuis 1989 [réf. nécessaire]. Le marché du neuf souffre également beaucoup. La baisse la plus importante en glissement annuel au niveau du prix médian depuis 1970 a eu lieu en avril 2007 avec une baisse de 10,9 % selon le département du Commerce.
Se basant sur la baisse des ventes et des prix en août 2006, l'économiste Nouriel Roubini a mis en garde sur le fait que le marché immobilier était en chute libre et qu'il ferait dérailler le reste de l'économie causant ainsi une récession en 2007. Joseph Stiglitz, titulaire du prix Nobel d'économie en 2001, partage le sentiment que l'économie américaine pourrait entrer en récession parce que les valeurs des biens immobiliers étaient en nette baisse. L'extension du retournement économique et de la possible récession devrait dépendre largement de la résilience de la consommation des ménages américains qui correspond à 70 % des 13 700 milliards de $ de l'économie américaine. La disparition de l'effet richesse et le retournement du marché immobilier peut, en effet, causer des effets négatifs sur la confiance des consommateurs générant de nouvelles perturbations sur l'économie américaine et sur le reste du monde. La banque mondiale a également réagi en baissant ses prévisions de croissance économique du fait du ralentissement du marché immobilier américain aux États-Unis. Le responsable de la FED, Ben Bernanke a déclaré en octobre 2006 qu'il y avait une correction substantielle au niveau du marché immobilier et que le déclin actuel au niveau du marché de la construction résidentielle était l'une des menaces majeures et qu'il allait causer un ralentissement de l'économie; il a également prédit une baisse de 1 % de la croissance durant la première moitié de l'année 2006 mais a estimé que l'économie devrait rester en expansion durant l'année 2007.
D'autres arguments ont également été avancés comme l'effet négatif du départ en retraite de la génération du Baby boom et du coût relatif de la location par rapport à l'achat dans un marché immobilier baissier,. Dans de nombreux endroits des États-Unis, il est significativement moins cher de louer la même propriété que de l'acheter ; le montant médian du remboursement est de 1 687 $ par mois, à peu près deux fois le loyer médian de 868 $ par mois.

## Retournement majeur et explosion du marché subprime en 2007

Comparaison du glissement mensuel de l'indice Case-Shiller des prix immobiliers pour les deux périodes de correction immobilière en 2005 (en rouge) et durant la crise des années 1990 (en bleu). L'origine des valeurs est prise immédiatement après le premier mois de baisse durant toute la correction jusqu'à la fin du cycle.

### Explosion de la bulle

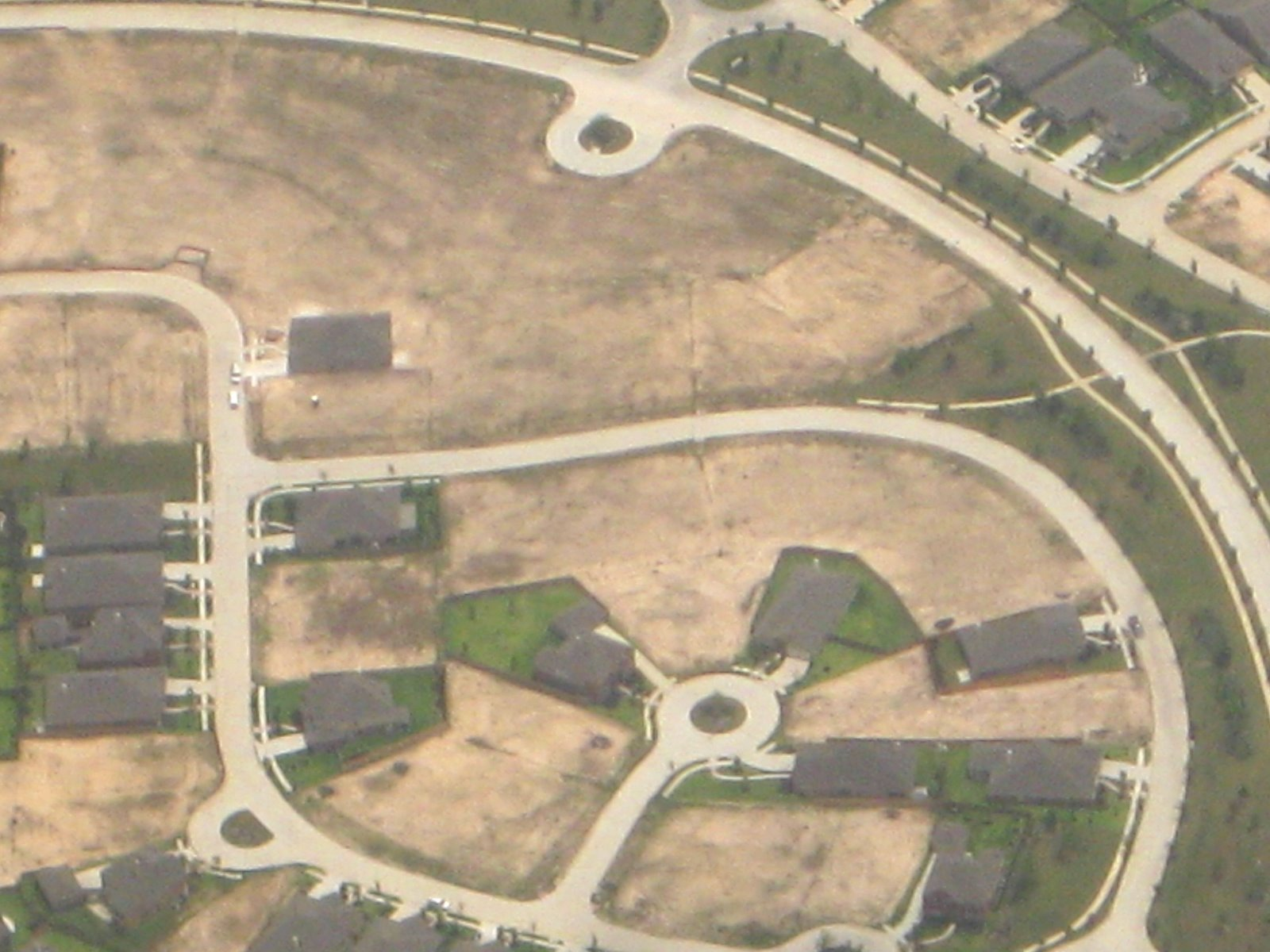
Lotissement non achevé près de Houston.

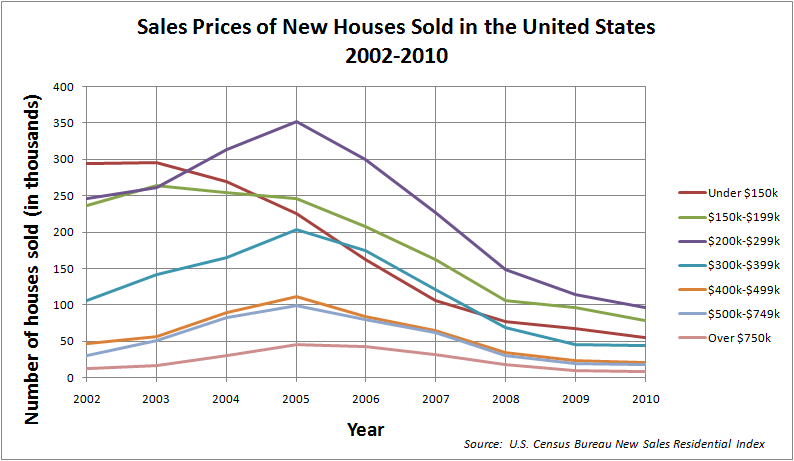
Evolution des volumes de ventes de maisons neuves aux US en fonction de leur gamme de prix (période 2002-2010).

Néanmoins, la hausse vertigineuse des prix immobiliers dans de nombreuses parties du pays a leurré de nombreux locataires voulant devenir à tout prix propriétaires. L'augmentation des prix immobiliers a excédé les hausses de revenus des propriétaires les poussant à s'endetter bien au-delà de leurs moyens. De nombreux primo-accédants ont ainsi pris des emprunts à taux variables durant la période de taux d'intérêt bas afin d'acheter la maison de leur rêve. Initialement, les remboursements ont été possibles grâce aux taux d'appel des premières années de l'emprunt. Néanmoins, la contraction monétaire appliquée à la FED a laissé de nombreux accédants en difficulté avec leurs emprunts à taux variable qui ont commencé à s'ajuster à des taux bien plus élevés milieu 2007 et les traites ont largement augmenté bien au-delà de la capacité de remboursement des emprunteurs. Certains propriétaires ont commencé à être en défaut sur leurs prêts immobiliers et le krach au niveau des fondations du marché immobilier est devenu apparent.

### Implosion de l'industrie financière subprime
Début 2007, l'industrie financière américaine liée aux crédits immobiliers dit « subprimes » s'effondre à cause d'un taux bien plus important que prévu de défauts provoquant la banqueroute de plus de vingt-cinq courtiers tandis que de nombreux autres annoncent des pertes colossales et se mettent en vente. Les actions du principal courtier en prêts subprimes du pays, New Century Financial plongent de 84 % au milieu des investigations du département de la Justice des États-Unis avant de se déclarer en faillite sous l'égide du chapitre 11, le 2 avril 2007 avec un passif excédant cent millions de dollars. Le manager du plus grand fonds obligataire américain PIMCO a prévenu en juin 2007 que la crise des subprimes n'était pas un évènement localisé et que celle-ci aurait un effet sur l'économie et sur les prix immobiliers. Bill Gross, l'un des plus respectables experts financiers, a également critiqué d'une manière sarcastique, les notes de l'agence de crédit Moody's attribué aux titres CDO, la valeur de ces actifs financiers étant susceptible de s'effondrer : 

« AAA? Vous avez été charmé, Mr Moody's et Mr Poor's par le maquillage, les haut talons ou le tatouage en bas du dos ?" Beaucoup de ces jolies "filles" ne sont pas des actifs ayant une valeur faciale de 100 par rapport au $... Le problème majeur est qu'il y ait 100 milliards de dollars de ces "déchets" toxiques… et pardon Ben, mais les dérivés sont des armes à double tranchant. Oui, ils permettent de diversifier le risque et le transfert du système financier dans les mains de quelques acheteurs inconnus mais ils permettent également de multiplier l'effet de levier comme la menace d'Andromède. Lorsque les taux d'intérêt montent, la boîte de Petri mute transformant l'expérience bénigne d'ingénierie financière en une arme de destruction massive, le coût de l'effet de levier réduit de manière le prix des actifs. Maison pour tout le monde … AAA? [L]e problème est qu'il existe des centaines de milliards de dollars de cet actif pourri et sont packagés dans des CDO; ces mêmes actifs financiers à l'origine des problèmes des hedge funds de la banque Bear Stearns lors de l'émergence de la crise. [Mais] la crise des subprimes n'est pas évènement isolé et ne se résumera à quelques gros titres du New York Times …La faille réside dans les maisons qui ont été financées par l'argent quasi gratuit fourni par les banques en 2004, 2005, et 2006. Les problèmes liés aux hedge funds de Bear Stern sont maintenant de l'histoire ancienne mais ces millions de maisons ne le sont pas. Le remboursement des emprunts est en forte hausse … et les prêts à problème et en défaut également. Une étude récente de Bank of America estime qu'environ 500 milliards de dollars de prêts à taux variables dont l'ajustement du taux de 200 points de base est prévu en 2007. L'année 2008 révèlera sans doute encore plus de surprises avec 700 milliards de prêts dits ARMS dont environ ¾ sont des prêts à risques subprimes… Ce problème facilité et encouragé par Wall Street — réside au cœur de l'Amérique avec des millions et millions de maisons surévaluées et servant d'actifs collatéraux à nombreux géants de l'industrie financière »

Les analystes financiers ont prédit que l'implosion de l'industrie des prêts à risques va engendrer une réduction des revenus des grandes banques d'investissements de Wall Street notamment celles spécialisées dans le courtage de mortgage-backed securities dont Bear Stearns, Lehman Brothers, Goldman Sachs, Merrill Lynch, et Morgan Stanley. La solvabilité de deux fonds spéculatifs de Bear Stearns a été mis en péril en juin 2007 après que Merrill Lynch eut vendu des actifs saisis à ces fonds et que les autres trois banques eurent liquidé leurs positions avec eux. Les fonds de Bear Stearn avaient plus de vingt milliards de dollars d'actifs et ont perdu des milliards de dollars sur les obligations adossées à des emprunts subprimes. À la suite de ces évènements, H&R Block a déclaré une perte de 677 millions de dollars sur différentes opérations dont notamment au niveau du courtier de prêts subprimes Option One, ainsi que dépréciations, des provisions pour pertes potentielles et sur des valeurs plus faibles sur le marché secondaire des emprunts. La valeur nette chuta de 21 % à 1,1 milliard de dollars le 30 avril 2007. Le responsable de cabinet de consultants Wakefield Co. a mis en garde sur le fait que 

« Cela sera une crise sans parallèle. Des milliards seront perdus »

 La banque Bear Stearns a garanti jusqu'à 3,2 milliards de dollars d'emprunts le 22 juin 2007 de manière à sauver ses hedge funds de ses mauvais paris sur le marché des emprunts à risques. Face à ces évènements, Peter Schiff, le président d'Euro Pacific Capital, a souligné que si les obligations des fonds de Bear Stearns étaient vendues aux enchères sur le marché, des valeurs bien plus faibles de ces actifs serait révélées. Schiff a également ajouté 

« Ceci forcerait les autres fonds spéculatifs à évaluer d'une manière similaire la valeur de leurs actifs. Ce serait incroyable qu'une solution émerge de Wall Street afin d'arriver à une telle catastrophe ?... Néanmoins, leurs véritables faiblesses vont révéler les abysses dans lequel le marché immobilier est sur le point de plonger »

 Le New York Times fait la connexion entre cette crise des fonds spéculatifs et une politique laxiste de prêts : « La crise de cette semaine avec le quasi-effondrement des deux hedges funds gérés par Bear Stearns provient directement du marché immobilier et de la chute des critères d'octroi de prêts qui ont fait pleuvoir l'argent sur le marché mais laissant ensuite de nombreuses personnes avec d'énormes difficultés pour garder leurs maisons ».

Au début de l'effondrement de l'industrie financière des prêts subprimes, le sénateur Chris Dodd, responsable du comité bancaire du sénat (Banking Committee) tient des audiences en mars 2007 dans lesquelles il est demandé aux responsables des cinq plus grand courtiers de prêts subprimes d'exposer et d'expliquer leur politique d'octroi de prêts. Dodd a déclaré que les pratiques de prêts prédatrices menaçaient des millions de propriétaires. De manière complémentaire, les sénateurs démocrates comme le sénateur de New York Chuck Schumer ont proposé un sauvetage par le gouvernement fédéral des emprunteurs subprimes comme celui de la crise des Savings and Loan de manière à sauver les propriétaires de perdre leur résidence. Les opposants à cette proposition de loi ont mis en lumière le fait qu'un sauvetage par le gouvernement des emprunteurs subprimes n'était pas dans les intérêts de l'économie américaine parce qu'il va créer un mauvais précédent et un hasard moral et qu'il aggraverait dans le futur les problèmes de spéculation au niveau du marché immobilier. Lou Ranieri de Salomon Brothers, créateur du marché des mortgage-backed securities dans les années 1970 a mis en garde au sujet de l'effet futur des défauts sur les emprunts : 

« On est au début de la tempête...Si vous pensez que la situation est mauvaise, imaginez ce que ce sera au milieu de la crise. Selon lui plus de 100 milliards de prêts hypothécaires sont susceptibles d'être en défaut lorsque les problèmes observés au niveau du marché à risque (subprime) vont aussi émerger sur le marché des prêts conventionnels (prime) »

 Il est nécessaire de souligner que l'ancien responsable de la Fed, Alan Greenspan, avait loué la croissance de l'industrie des prêts à risques (subprimes) et les outils permettant d'évaluer la solvabilité des emprunteurs dans un discours en avril 2005 :

« L'innovation a permis l'avènement d'une multitude de nouveaux produits comme les prêts subprimes ou les programmes d'emprunts destinés aux immigrants. Ces exemples sont représentatifs de la qualité de réponse de l'industrie financière à travers l'histoire de notre pays … Avec les progrès technologiques, les courtiers ont bénéficié de l'avantage fourni par les modèles de référencement (scoring) ainsi que d'autres techniques afin d'étendre l'offre de crédit à un spectre plus large de consommateurs. …là où les candidats se seraient vu refuser le crédit, les courtiers sont maintenant capables de juger rapidement le risque posé par les postulants individuels et ainsi estimer le risque d'une façon appropriée. Ces améliorations ont permis une croissance rapide de l'industrie des prêts à risques dits subprimes; aujourd'hui la part de ces emprunts est de 10 % en très nette hausse par rapport à une part de 1 à 2 % au début des années 1990 »

 À cause de ces remarques, et son encouragement à utiliser des emprunts à taux variables, Alan Greenspan a été critiqué pour son rôle dans la formation de la bulle immobilière et ses conséquences au niveau de l'industrie financière mondiale,.

## Propagation au niveau du  segment  Alt-A
Les segments « Subprime » et  Alt-A du marché hypothécaire américain incluant les « revenus certifiés » (« stated income ») ou les emprunts mensongers (« liar's loans ») qui sont basiquement des emprunts faits aux emprunteurs sans aucune vérification des revenus des emprunteurs; les acheteurs avaient tendance à surestimer leurs revenus de manière à acquérir la maison de leurs rêves représentaient respectivement 21 % et 39 % des emprunts conclus en 2006. En avril 2007, des problèmes similaires à ceux observés au niveau des emprunts subprimes ont commencé à apparaître  au niveau d'autres catégories d'accédants à la propriété  mais qui semblaient a priori beaucoup moins risqué. American Home Mortgage  a annoncé une chute des bénéfices et la distribution d'un dividende aux actionnaires beaucoup moins élevé parce que la société était forcée de racheter et de déprécier la valeur de ses emprunts dit « Alt-A » ; cette annonce provoqua la chute des actions de la société de 15,2 %. Le taux de délinquance des emprunts  Alt-A a également augmenté en 2007. En juin 2007, l'agence de notation Standard & Poor's a prévenu que les accédants américains avec un bon profil de crédit ont commencé à faire défaut sur leurs prêts indiquant que les courtiers   ont pris également des risques importants en dehors du segment du marché subprime ; les hausses observées de paiement en retard et de défaut au niveau des emprunts Alt-A réalisé en 2006 sont déconcertants et les emprunts défaillants ont observé de grandes difficultés à se refinancer ou à tenir leurs remboursements de leurs traites. Les paiements en retard de plus de 90 jours et les défauts ont respectivement augmenté pour atteindre 4,21 % (par rapport à 1,59 % pour des emprunts en  2005) et 0,81 % pour 2004 indiquant que le carnage au niveau du subprime s'est propagé aux segments proche du marché hypothécaire principal (prime).

## Accroissement du taux de défauts

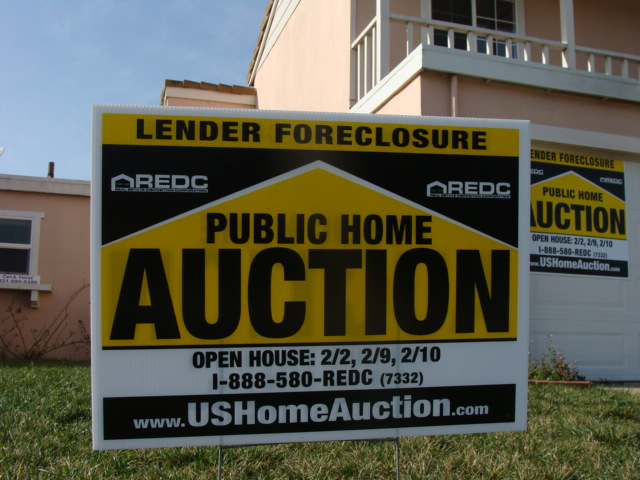
Maison à Salinas en Californie mise en vente aux enchères par la banque à la suite de l'explosion de la bulle immobilière.

Le taux de l'emprunt hypothécaire à taux fixe sur trente ans a fortement augmenté de 0,5 % atteignant 6,74 % durant la période mai-juin 2007 limitant encore les éventuels emprunteurs avec un très bon historique de crédit. L'indice médian des prix  de l'immobilier a observé sa première baisse à l'échelle nationale depuis la Grande Dépression et l'association des agents immobiliers américains  (NAR) a annoncé que le stock de maisons à vendre atteignait un niveau record de 4,2 millions d'unités. Goldman Sachs et Bear Stearns, respectivement la banque la plus impliquée dans la titrisation d'obligations et le plus large assureur d'obligations adossées à des emprunts immobiliers  en 2006, ont déclaré en juin 2007 que l'explosion des défauts de paiement des emprunts immobiliers allait frapper leurs bénéfices et entraîner des pertes se chiffrant en milliard de dollars en mauvais investissement dans le marché subprime, mettant en péril la solvabilité de plusieurs fonds spéculatifs. Mark Kiesel, le vice-président Pacific Investment Management Co. (PIMCO) a déclaré : 

« C'est un bain de sang … Nous sommes en train de parler d'une crise de deux, trois ans  qui va tout bouleverser sur son passage du marché de l'emploi à la confiance des consommateurs. Eventuellement, elle aura des conséquences sur le marché boursier et sur les bénéfices des entreprises. »

 Selon Donald Burnette de Knight Mortgage Company en Floride, l'un des États le plus touché par l'éclatement de la bulle immobilière, la perte correspondante en valeur résiduelle du fait de la baisse des prix de l'immobilier cause maintenant de nouveaux problèmes: 

« Cela empêche des emprunteurs avec un bon profil de crédit et des ressources financières solides de se refinancer à des conditions plus avantageuses. Même avec des restrictions plus sévères au niveau du segment ALT-A et la disparition de la majorité des programmes de prêts subprimes, de nombreux emprunteurs se verraient refuser un nouveau refinancement, la valeur de la maison n'étant plus celle de 2005 ou 2006. Ils devront probablement attendre un rétablissement du marché immobilier et des valeurs immobilières comparables à celles des années du boom afin de pouvoir se refinancer à nouveau. Il est probable notamment en Californie, qu'il faudra attendre au moins 2014 voire plus. »

## Suites (vers un nouveau Krack, de l'immobilier locatif cette fois?)
Après le Krach immobilier, et dans le sillage de la crise de 2008, la construction neuve de maisons individuelles bon marché a diminué aux États-Unis, au moment où de nombreux américains ne pouvant plus payer leurs traites étaient expulsés du logement qu'ils ne pouvaient plus finir de payer (Saisie immobilière).
Le secteur immobilier locatif est alors devenu une « aubaines » exploitées par le shadow banking (la finance de l'ombre), des sociétés opportunistes qui se sont spécialisées dans l'investissement et la spéculation immobilière, voire par des mafias et par d'autres organisations criminelles.
Certaines de ces sociétés étaient déjà (ou sont devenues) des fonds de capital-investissement parmi les plus riches du monde, tel que Blackstone, le géant mondial du capital-investissement, qui a été le principal acheteur de maisons unifamiliales : 43 000 maisons achetées dans une douzaine de villes, pour plus de huit milliards de dollars entre 2012 et 2014, afin de les mettre en location). Ces sociétés ont massivement et rapidement acheté les maisons vendues à bas prix par des propriétaires victimes de la crise des subprimes, pour ensuite les louer, en faisant rapidement monter les prix des loyers, à leur profit et au détriment des locataires. Ils l'ont fait via des fiducies de placement immobilier (FPI), des Sociétés d'investissement immobilier cotées et des sociétés de capital-investissement plus ou moins spécialisées dans le secteur immobilier (PE). Dans les quartiers qui les intéressaient ces sociétés achetaient aussi vite que possible, en surenchérissant sur les autres acheteurs potentiels, souvent sans même vérifier l'état et la conformité de la maison (en 2014, un expert immobilier chargé par Progress Residential et d'autres géants du capital-investissement d'acheter des maisons aux enchères a expliqué qu'au plus fort de ces achats - jusqu'à quinze maisons par jour - il ne pouvait pas suivre et achetait sans connaitre l'état de la maison).
Beaucoup des fondateurs de ces sociétés sont des propriétaires ultra-riches, qui entretiennent par ailleurs une force importante de lobbying auprès des parlementaires (et ils ont financé le candidat Donald Trump à hauteur de plus de 40 millions de dollars en cinq ans, de 2015 à 2020).
En 2014, un article de Mother Jones donnait la parole Michael Orr, directeur du Center for Real Estate Theory and Practice de la WP Carey School of Business de l'Arizona State University, signalait déjà sur le fait que Progress Residential avait acheté en 2013, près de deux cents maisons en un mois, dépassant alors le taux d'achat de Blackstone dans la région de Phoenix. Alors que ces sociétés utilisaient un produit financier (le « rental-backed securities », très similaire au « mortgage-backed securities » qui a créé la crise des subprimes et la grande crise de 2007-2008, d'autres observateurs, dès 2013-2014 se montraient inquiets du risque de voir éclater une nouvelle crise immobilière.
Après 2008, ces sociétés se sont souvent présentés comme aidant le pays à se loger en permettant à des américains devenus trop pauvres pour acheter une maison en banlieue, de les louer. Mais leurs buts réels et leurs stratégies ont été dévoilées en 2021 par l'ICIJ et par une enquête journalistique basée sur les documents rendus publics par les Pandora Papers et sur la base d'entretiens faits avec des locataires et d'anciens employés de l'entreprise Progress Residential Plusieurs multi-millionnaires ou milliardaires, pour la plupart inconnus du public, ont fortement et rapidement accru leur fortune en soutenant ce type de stratégie (ex : Stephen Schwarzman de Blackstone, Donald Bren, Leon Black (d'Apollo Global Management), Josh Harris, Marc Rowan, Stephen Ross, Barry Sternlicht, Sam Zell, George Marcus, J. Bruce Flatt, Stephen Feinberg, Mack Pogue).
Selon un rapport publié en 2021 « les 61 plus gros propriétaires milliardaires américains de biens immobiliers mis en location ont une richesse totalisant 240,9 milliards de dollars – et ils ont vu leur richesse augmenter de 24,4 milliards de dollars depuis la mi-mars 2020 » (en moins de deux ans), en échappant en grande partie à l'impôt via des stratégies d'optimisation fiscale et en mobilisant des paradis fiscaux. Ils possèdent ou gèrent près de deux millions de logements (soit une maison sur vingt-cinq à l'échelle du pays) ; Ils ont amassé au moins 245 milliards de dollars en espèces, liquidités et autres fonds d'investisseurs, de banques et de sociétés financières pour acheter toujours plus de maisons ainsi que des entreprises actives sur le marché de la location.
En 2021, « les maisons individuelles représentent désormais près de 40% des logements locatifs dans le pays, à la suite d'un intense mouvement de conversion depuis la propriété occupante vers le locatif, en augmentation de 32% entre 2006 et 2016 ». 
Début 2021 aux États-Unis, 73 millions d'adultes sont locataires (près de 30 % de la population adulte du pays) et 18 % de ces locataires (soit près d'1 sur 5, l'équivalent de près de 10 millions de familles), étaient en retard de paiement de loyer (57,3 milliards de dollars d'impayés, 5 600 $ par locataire en moyenne, près de quatre mois de mensualités, charges comprises) ; les familles avec enfants, monoparentales, latinos et noires sont encore plus à risque de retard de loyer et d'expulsion. Ce phénomène d'appropriation des maisons par des entreprises qui les relouent ensuite concerne même les parcs de mobil-homes. Pendant la pandémie de Covid-19, alors que le gouvernement appelait la population à rester à la maison, et donnait des subventions aux entreprises pour les soutenir (y compris aux entreprises du secteur de l'immobilier locatif),, ces dernières continuaient — illégalement — à expulser des locataires en retard de paiement de loyer.